# Cadre-45/2-Weltmeisterschaft 1933

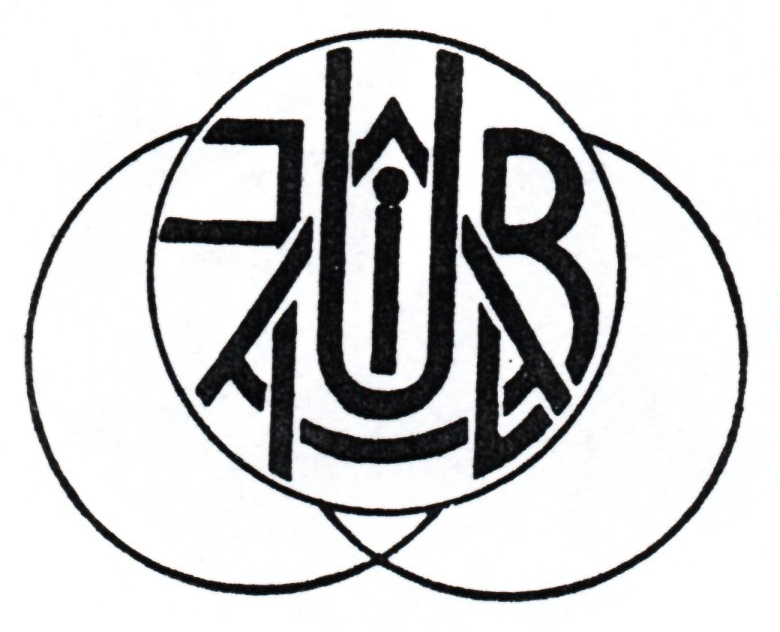
Logo UIFAB (ausrichtender Verband)

Veranstaltungsort: Köln

Die Cadre-45/2-Weltmeisterschaft 1933 war die 26. Weltmeisterschaft, die bis 1947 im Cadre 45/2 und ab 1948 im Cadre 47/2 ausgetragen wurde. Das Turnier fand vom 5. bis zum 8. April 1933 in Köln statt. Es war die erste Billard-Weltmeisterschaft in Deutschland.

## Geschichte

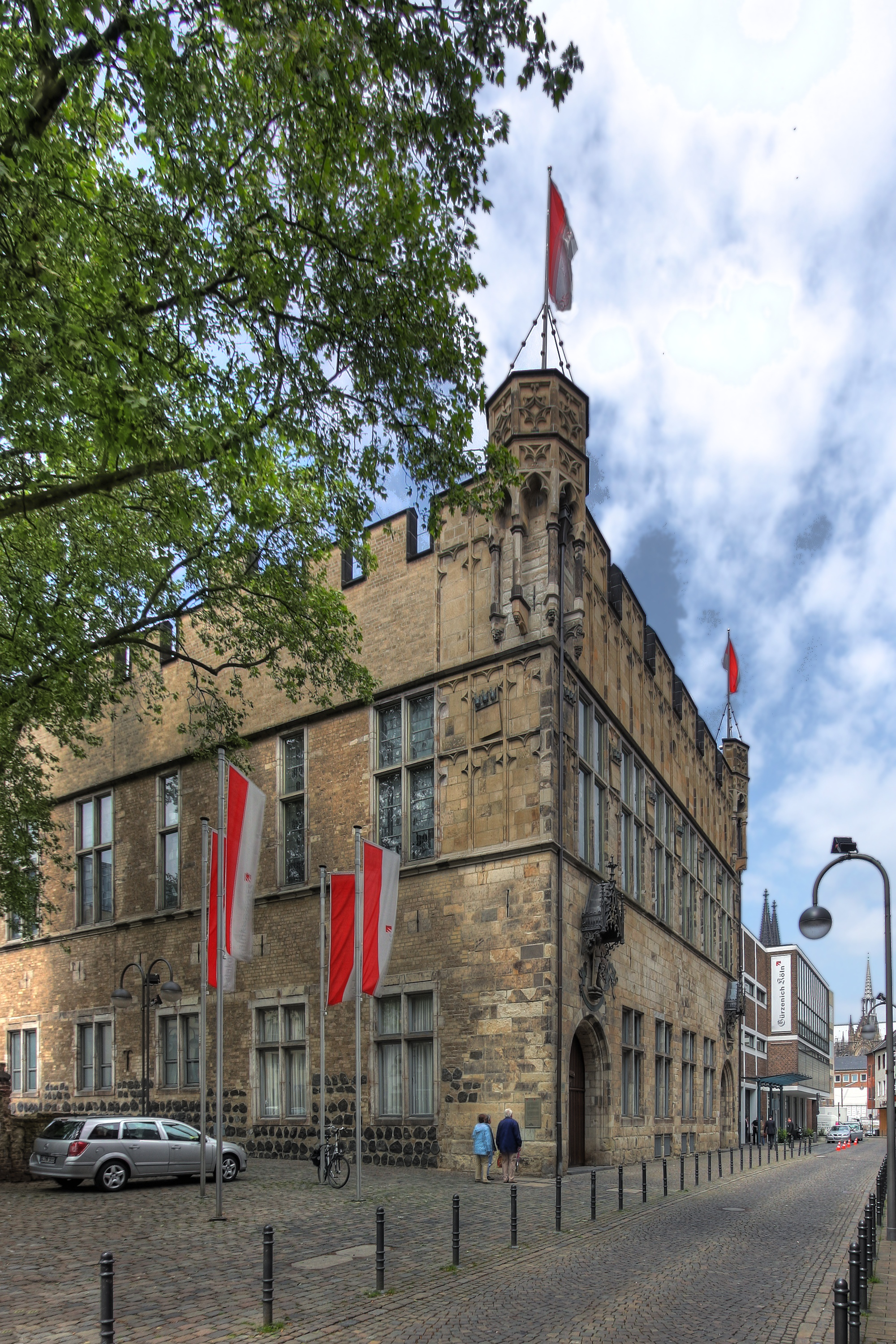
Außenansicht des Gürzenich, 2009

Erstmals fand in der damaligen deutschen Billardhochburg Köln eine Billardweltmeisterschaft in Deutschland statt. Nach vielen guten Platzierungen in den letzten Jahren gewann der Ägypter Edmond Soussa den Titel im Cadre 45/2. In der mitentscheidenden Partie gegen den Titelverteidiger Poensgen kam es aber zu einem Zwischenfall. Poensgen ist bereits in einer Serie bei 149 Punkten. Da erzielte der erst 21-jährige Belgier René Gabriëls eine neue Weltrekord Höchstserie. Im voll besetzten Gürzenich ist das Publikum derart begeistert und ein Geländer der Tribüne bricht zusammen. Ein Zuschauer fällt in den Saal. Poensgen führt seine Serie zwar weiter, kommt aber völlig aus dem Tritt und beendet die Serie bei 153 Punkten. Obwohl er mit über 100 Punkten führte, verlor er die Partie noch und wird nur Zweiter. Dem Weltrekord im Generaldurchschnitt (GD) verbessert er aber auf 28,59. Die neue Weltrekordserie (HS) erhöhte Gabriëls auf 269.

## Turniermodus
Es wurde im Round Robin System bis 400 Punkte gespielt. Bei MP-Gleichstand (außer bei Punktgleichstand beim Sieger) wird in folgender Reihenfolge gewertet:
1. MP = Matchpunkte
2. GD = Generaldurchschnitt
3. HS = Höchstserie

## Abschlusstabelle
| MP    | Match Points (Sieger = 2; Unentschieden = 1; Verlierer = 0) |
| Pkte. | Erzielte Karambolagen                                       |
| Aufn. | Benötigte Versuche                                          |
| GD    | Generaldurchschnitt                                         |
| BED   | Bester Einzeldurchschnitt eines Spielers                    |
| HS    | Höchstserie                                                 |
|       | Bester GD des Turniers                                      |
|       | Bester ED des Turniers                                      |
|       | Beste HS des Turniers                                       |
|       | 1. Platz (Gold)                                             |
|       | 2. Platz (Silber)                                           |
|       | 3. Platz (Bronze)                                           |

| Platz                      | Name             | MP   | Pkte. | Aufn. | GD    | BED   | HS  |
| -------------------------- | ---------------- | ---- | ----- | ----- | ----- | ----- | --- |
| 1                          | Edmond Soussa    | 12:2 | 2490  | 106   | 23,49 | 50,00 | 214 |
| 2                          | Albert Poensgen  | 10:4 | 2545  | 89    | 28,59 | 57,14 | 152 |
| 3                          | Jan Dommering    | 10:4 | 2424  | 118   | 20,54 | 30,76 | 136 |
| 4                          | René Gabriëls    | 8:6  | 2113  | 87    | 24,28 | 66,66 | 269 |
| 5                          | Théo Moons       | 6:8  | 2183  | 109   | 20,02 | 33,33 | 180 |
| 6                          | Walter Joachim   | 6:8  | 2075  | 114   | 18,20 | 25,00 | 200 |
| 7                          | Jean Albert      | 4:10 | 2168  | 91    | 23,82 | 50,00 | 217 |
| 8                          | Jean de Gasparin | 0:14 | 1573  | 106   | 14,83 | –     | 104 |
| Turnierdurchschnitt: 21,42 |                  |      |       |       |       |       |     |